# Aurelio De Laurentiis
Aurelio De Laurentiis (Roma, 24 de mayo de 1949) es un productor de cine y dirigente deportivo italiano.

## Biografía
Nació en Roma en el seno de una familia de origen napolitano, precisamente de Torre Annunziata: de hecho es hijo y sobrino, respectivamente, de los famosos productores internacionales Luigi y Dino De Laurentiis. Está casado con la ciudadana suiza Jacqueline Baudit y tiene tres hijos: Luigi, Valentina y Edoardo.
Forma parte del comité científico de la Fondazione Italia USA. El 23 de octubre de 2010 recibió el United States - Italy Friendship Award, otorgado por la National Italian American Foundation. En el enero de 2012 recibió el Career Recognition Award, otorgado por el gobierno británico, en ocasión de los UK–ITALY Business Awards (UKTI).
En 1995 fue nombrado Comendador de la Orden al Mérito de la República Italiana por el Presidente Oscar Luigi Scalfaro, en 2004 Gran Oficial de la Orden al Mérito de la República Italiana por el presidente Carlo Azeglio Ciampi y en 2008 Caballero de la Orden al Mérito del Trabajo por el presidente Giorgio Napolitano. En 2002 fue nombrado Oficial del Orden de las Artes y las Letras por el Ministerio de Cultura y Comunicación de Francia.

### Cine
De Laurentiis es el titular de Filmauro, sociedad de producción y distribución cinematográfica italiana e internacional, fundada junto a su padre Luigi en 1975. Desde 1997 es accionista y miembro del consejo de administración de Cinecittà Studios y, desde 2007, también del parque de atracciones temático Cinecittà World. Ha sido presidente de la Unione Nazionale Produttori Film de 2001 a 2006. Desde 1993 a 2003 ha sido presidente de la Federación Internacional de Asociaciones de Productores Cinematográficos, de la que es actualmente presidente honorario. Es miembro de la Junta de Confindustria.
A lo largo su carrera como productor cinematográfico obtuvo muchos reconocimientos, entre los cuales más de treinta Biglietti d'Oro y siete David de Donatello. En 2000 recibió el premio del Festival Internacional de Cine de Palm Springs por su actividad de productor y distribuidor. En el diciembre de 2002 le fue otorgado el Premio Vittorio de Sica. En el año 2005, en febrero obtuvo el premio Nastro d'argento por mejor productor, en marzo la Grolla d'Oro por tres películas, en junio el Ciak d'oro por Manuale d'amore y en noviembre le dedicaron la reseña sobre el cine italiano de Asís, siendo la primera edición dedicada a un productor. En el junio de 2006 ganó el premio especial de la prensa extranjera Globo d’oro 2006, y en julio el Premio Giffoni al Giffoni Film Festival. En el junio de 2008 fue premiado con el Nastro d'Argento. En el septiembre de 2010 recibió el premio Variety Profile in Excellence al Festival Internacional de Cine de Venecia. En el junio de 2012, junto a su hijo Luigi, obtuvo otro Nastro d'Argento por la mejor comedia del año. En el febrero de 2011 le fue otorgado el Premio Excellent por su promoción y valoración del cine italiano en el mundo.

### Fútbol
En 2004 se convirtió en el mayor accionista y presidente del Napoli Soccer, como se llamó temporalmente la Società Sportiva Calcio Napoli después de la quiebra del club y el consiguiente descenso a la tercera categoría italiana, hasta 2006. El 10 de junio de 2007, en sólo tres años de su presidencia, el club consiguió el ascenso a la Serie A. Invirtió posteriormente en jugadores de la talla de Lavezzi, Hamšík, Cavani o Higuaín. Esta capacidad administrativa llevó al equipo a clasificarse varias veces para la Champions y a consagrarse campeón de dos ligas italiana (2022-23 y 2024-25), tres Copas Italia (2011/12, 2013/14 y 2019/20) y de una Supercopa de Italia (2014).
El 18 de septiembre de 2009 fue nombrado concejal de la Lega Calcio y posteriormente de la actual Lega Serie A.
El 31 de julio de 2018 adquirió los derechos deportivos del S. S. C. Bari.

## Producciones y distribuciones cinematográficas

### Producciones
| - Tengo miedo, de Damiano Damiani (1977) - Un burgués pequeño, muy pequeño, de Mario Monicelli (1977) - El abogado de paja, de Sergio Corbucci (1978) - Il corpo della ragassa, de Pasquale Festa Campanile (1979) - Horacio y el bailon de don Fulgencio, de Pasquale Festa Campanile (1980) - Il lupo e l'agnello, de Francesco Massaro (1980) - Cuarto de hotel, de Mario Monicelli (1981) - Culo y camisa, de Pasquale Festa Campanile (1981) - Manolesta, de Pasquale Festa Campanile (1981) - Ninguno es perfecto, de Pasquale Festa Campanile (1981) - Un quinteto a lo loco, de Mario Monicelli (1983) - Vacanze di Natale, de Carlo Vanzina (1983) - Bertoldo, Bertoldino e... Cacasenno, de Mario Monicelli (1984) - Il petomane, de Pasquale Festa Campanile (1984) - Amici miei atto III, de Nanni Loy (1985) - Maccaroni, de Ettore Scola (1985) - Yuppies - I giovani di successo, de Carlo Vanzina (1986) - Yuppies 2, de Enrico Oldoini (1986) - Montecarlo Gran Casinò, de Carlo Vanzina (1987) - Codice privato, de Francesco Maselli (1988) - Leviathan: El demonio del abismo, de George P. Cosmatos (1989) - Vacanze di Natale '90, de Enrico Oldoini (1990) - Donne con le gonne, de Francesco Nuti (1991) - Dove comincia la notte, de Maurizio Zaccaro (1991) - Vacaciones cornutas en St. Moritz, de Enrico Oldoini (1991) - Anni 90, de Enrico Oldoini (1992) - Anni 90 - Parte II, de Enrico Oldoini (1993) - El hijo de la pantera rosa, de Blake Edwards (1993) - Huevos de oro, de Bigas Luna (1993, coproductor) - Por amor, sólo por amor, de Giovanni Veronesi (1993) - Dichiarazioni d'amore, de Pupi Avati (1994) - Golfos de broma, de Carlo Vanzina (1994) - L'amico d'infanzia, de Pupi Avati (1994) - La stanza accanto, de Fabrizio Laurenti (1994) - I buchi neri, de Pappi Corsicato (1995) - Vacanze di Natale '95, de Neri Parenti (1995) - A spasso nel tempo, de Carlo Vanzina (1996) - Festival, de Pupi Avati (1996) - Hombres, hombres, hombres, de Christian De Sica (1996) - L'arcano incantatore, de Pupi Avati (1996) - Silenzio si nasce, de Giovanni Veronesi (1996) - A spasso nel tempo: l'avventura continua, de Carlo Vanzina (1997) - Cucciolo, de Neri Parenti (1998) - Coppia omicida, de Claudio Fragasso (1998) - El testigo, de Pupi Avati (1998) | - Encuentros prohibidos, de Alberto Sordi (1998) - Gossip, de Neri Parenti (1998) - Matrimoni, de Cristina Comencini (1998) - Il cielo in una stanza, de Carlo Vanzina (1999) - Il lato sinistro dell'amore, de Marco Turco (1999) - Tifosi, de Neri Parenti (1999) - Vacanze di Natale 2000, de Carlo Vanzina (1999) - Belli, carucci e pettinati, de Enzo Salvi (2000) - Body Guards - Guardie del corpo, de Neri Parenti (2000) - Últimas vacaciones, de Neri Parenti (2001) - Il nostro matrimonio è in crisi, de Antonio Albanese (2002) - Navidad en el Nilo , de Neri Parenti (2002) - ¡Que te calles!, de Francis Veber (2003, coproductor) - Natale in India, de Neri Parenti (2003) - Che ne sarà di noi, de Giovanni Veronesi (2004) - Christmas in Love, de Neri Parenti (2004) - Le barzellette, de Carlo Vanzina (2004) - Ríos de color purpura 2: Los Ángeles del apocalipsis, de Olivier Dahan (2004, coproductor) - Sky Captain y el mundo del mañana, de Kerry Conran (2004, productor ejecutivo) - Manuale d'amore, de Giovanni Veronesi (2005) - Natale a Miami, de Neri Parenti (2005) - Enemigos íntimos, de Carlo Verdone (2006) - Natale a New York, de Neri Parenti (2006) - Manuale d'amore 2, de Giovanni Veronesi (2007) - Natale in crociera, de Neri Parenti (2007) - Grande, grosso e Verdone, de Carlo Verdone (2008) - Natale a Rio, de Neri Parenti (2008) - Italians, de Giovanni Veronesi (2009) - Natale a Beverly Hills, de Neri Parenti (2009) - Genitori & figli - Agitare bene prima dell'uso, de Giovanni Veronesi (2010) - Natale in Sudafrica, de Neri Parenti (2010) - Amici miei - Come tutto ebbe inizio, de Neri Parenti (2011) - Manuale d'amore 3, de Giovanni Veronesi (2011) - Vacanze di Natale a Cortina, de Neri Parenti (2011) - Posti in piedi in paradiso, de Carlo Verdone (2012) - Colpi di fulmine, de Neri Parenti (2012) - Sotto una buona stella, de Carlo Verdone (2014) - Un Natale stupefacente, de Volfango De Biasi (2014) - Natale col boss, de Volfango De Biasi (2015) - L'abbiamo fatta grossa, de Carlo Verdone (2016) - Natale a Londra - Dio salvi la regina, de Volfango De Biasi (2016) - Super Vacanze di Natale, de Paolo Ruffini (2017) - Benedetta follia, de Carlo Verdone (2018) - Si vive una volta sola, de Carlo Verdone (2021) |

### Distribuciones
- Manhattan Sur, de Michael Cimino (1985)
- Piratas, de Roman Polanski (1986)
- Terciopelo azul, de David Lynch (1986)
- El gran azul, de Luc Besson (1988)
- Corazón salvaje, de David Lynch (1990)
- Barton Fink, de los hermanos Coen (1991)
- Tacones lejanos, de Pedro Almodóvar (1991)
- Bitter Moon, de Roman Polanski (1992)
- Jamón, jamón, de Juan José Bigas Luna (1992)
- Kika, de Pedro Almodóvar (1993)
- El monstruo, de Roberto Benigni (1994)
- Léon, de Luc Besson (1994)
- El quinto elemento, de Luc Besson (1997)
- Los visitantes regresan por el túnel del tiempo, de Jean-Marie Poiré (1998)
- American Pie, de Paul y Chris Weitz (1999)
- La cena de los idiotas, de Francis Veber (1998)
- Salir del armario, de Francis Veber (2000)
- Hannibal, de Ridley Scott (2001)
- ¡Que te calles!, de Francis Veber (2003)
- Ríos de color purpura 2: Los Ángeles del apocalipsis, de Olivier Dahan (2004)
- Crash, de Paul Haggis (2005)
- El sueño de Cassandra, de Woody Allen (2007)
- Cometas en el cielo, de Marc Forster (2007)
- Paranormal Activity, de Oren Peli (2007)
- Déjame entrar, de Matt Reeves (2010)
- Insidious, de James Wan (2011)
- Attack the Block, de Joe Cornish (2011)
- Disconnect, de Henry Alex Rubin (2012)
- The Last Stand, de Kim Ji-Woon (2013)

## Distinciones honoríficas
- Comendador de la Orden al Mérito de la República Italiana (Roma, 1995).
- Oficial de la Orden de las Artes y las Letras (París, 2002).
- Gran Oficial de la Orden al Mérito de la República Italiana (Roma, 2004).
- Caballero de la Orden al Mérito del Trabajo (Roma, 2008).